# Alexandre Rousselet
Alexandre Rousselet (ur. 29 stycznia 1977 w Pontarlier) – francuski biegacz narciarski, zawodnik klubu ÉMHM Métabief.

## Kariera
Po raz pierwszy na arenie międzynarodowej Alexandre Rousselet pojawił się 10 stycznia 1998 roku podczas zawodów FIS Race w L’Argentière-la-Bessée, gdzie w biegu na 10 km techniką klasyczną zajął 35. miejsce. Nie brał udziału w mistrzostwach świata juniorów, ani U-23. W Pucharze Świata zadebiutował 8 grudnia 2000 roku w Santa Caterina, zajmując 77. miejsce w biegu na 15 km stylem dowolnym. Pierwsze pucharowe punkty zdobył 10 stycznia 2001 roku w Soldier Hollow, gdzie był trzydziesty w biegu na 30 km stylem dowolnym. Nigdy nie stanął na podium zawodów PŚ. W klasyfikacji generalnej najlepiej wypadł w sezonie 2005/2006, który ukończył na 33. miejscu. W 2001 roku wziął udział w mistrzostwach świata w Lahti, gdzie zajął między innymi 33. miejsce w sprincie stylem dowolnym. Najlepszy indywidualny wynik na imprezach tego cyklu osiągnął podczas rozgrywanych w 2005 roku mistrzostw świata w Oberstdorfie, gdzie zajął 25. miejsce w biegu na 15 km stylem dowolnym, a w sztafecie był szósty. Ponadto na rozgrywanych w 2007 roku mistrzostwach świata w Sapporo Francuzi z Rousseletem w składzie zajęli piąte miejsce w sztafecie. W 2002 roku brał udział w igrzyskach olimpijskich w Salt Lake City, gdzie indywidualnie plasował się poza czołową trzydziestką, a w sztafecie był ósmy. Na rozgrywanych cztery lata później igrzyskach olimpijskich w Turynie był osiemnasty w biegu na 15 km stylem dowolnym i czwarty w sztafecie. W marcu 2010 roku zakończył karierę.
Brązowy medalista Zimowych igrzysk wojskowych w Dolinie Aosty (2010), w drużynowym biegu patrolowym na 25 km.
Jest żołnierzem Francuskich Sił Zbrojnych.

## Osiągnięcia

### Igrzyska olimpijskie
| Miejsce | Dzień     | Rok  | Miejscowość    | Konkurencja             | Czas biegu  | Strata      | Zwycięzca                   |
| ------- | --------- | ---- | -------------- | ----------------------- | ----------- | ----------- | --------------------------- |
| 47.     | 9 lutego  | 2002 | Salt Lake City | 30 km stylem dowolnym   | 1:11:31,0 h | +6:30,3 min | Christian Hoffmann          |
| 35.     | 14 lutego | 2002 | Salt Lake City | 2 × 10 km łączony       | 49:48,9 min | +1:52,0 min | Thomas Alsgaard Frode Estil |
| 8.      | 17 lutego | 2002 | Salt Lake City | Sztafeta 4 × 10 km      | 1:32:45,5 h | +3:05,3 min | Norwegia                    |
| 26.     | 12 lutego | 2006 | Turyn          | 2 × 15 km łączony       | 1:17:00,8 h | +2:16,2 min | Jewgienij Diemientjew       |
| 18.     | 17 lutego | 2006 | Turyn          | 15 km stylem klasycznym | 38:01,3 min | +1:47,1 min | Andrus Veerpalu             |
| 4.      | 19 lutego | 2006 | Turyn          | Sztafeta 4 × 10 km      | 1:43:45,7 h | +37,1 s     | Włochy                      |
| 26.     | 26 lutego | 2006 | Turyn          | 50 km stylem dowolnym   | 2:06:11,8 h | +49,7 s     | Giorgio Di Centa            |

### Mistrzostwa świata
| Miejsce | Dzień     | Rok  | Miejscowość   | Konkurencja             | Czas biegu  | Strata       | Zwycięzca             |
| ------- | --------- | ---- | ------------- | ----------------------- | ----------- | ------------ | --------------------- |
| 44.     | 17 lutego | 2001 | Lahti         | 2 × 10 km łączony       | 47:15,5 min | +2:06,7 min  | Per Elofsson          |
| 33.     | 21 lutego | 2001 | Lahti         | Sprint stylem dowolnym  | 3:14,1 min  | –            | Tor Arne Hetland      |
| 40.     | 25 lutego | 2001 | Lahti         | 50 km stylem dowolny    | 2:05:27,2 h | +13:57,0 min | Johann Mühlegg        |
| 60.     | 21 lutego | 2003 | Val di Fiemme | 15 km stylem klasycznym | 35:47,5 min | +3:46,6 min  | Axel Teichmann        |
| 11.     | 25 lutego | 2003 | Val di Fiemme | Sztafeta 4 × 10 km      | 1:31:56,4 h | +2:13,1 min  | Norwegia              |
| 47.     | 1 marca   | 2003 | Val di Fiemme | 50 km stylem dowolnym   | 1:54:25,3 h | +8:19,3 min  | Martin Koukal         |
| 25.     | 17 lutego | 2005 | Oberstdorf    | 15 km stylem dowolnym   | 34:49,7 min | +1:23,7 min  | Pietro Piller Cottrer |
| 35.     | 20 lutego | 2005 | Oberstdorf    | 2 × 15 km łączony       | 1:19:20,5 h | +4:03,1 min  | Vincent Vittoz        |
| 6.      | 24 lutego | 2005 | Oberstdorf    | Sztafeta 4 × 10 km      | 1:39:04,4 h | +1:37,6 min  | Norwegia              |
| 26.     | 27 lutego | 2005 | Oberstdorf    | 50 km stylem klasycznym | 2:30:10,1 h | +1:09,8 min  | Frode Estil           |
| 44.     | 24 lutego | 2007 | Sapporo       | 2 × 15 km łączony       | 1:11:35,8 h | +5:10,5 min  | Axel Teichmann        |
| 38.     | 28 lutego | 2007 | Sapporo       | 15 km stylem dowolnym   | 35:50,0 min | +2:52,8 min  | Lars Berger           |
| 5.      | 2 marca   | 2007 | Sapporo       | Sztafeta 4 × 10 km      | 1:30:49,2 h | +1:25,8 min  | Norwegia              |
| 42.     | 4 marca   | 2007 | Sapporo       | 50 km stylem klasycznym | 2:20:12,6 h | +16:14,8 min | Odd-Bjørn Hjelmeset   |
| 27.     | 20 lutego | 2009 | Liberec       | 15 km stylem klasycznym | 38:54,4 min | +1:47,4 min  | Andrus Veerpalu       |
| 9.      | 27 lutego | 2009 | Liberec       | Sztafeta 4 × 10 km      | 1:41:50,6 h | +3:09,7 min  | Norwegia              |

### Puchar Świata

#### Miejsca w klasyfikacji generalnej
- sezon 2000/2001: 125.
- sezon 2002/2003: 106.
- sezon 2003/2004: 127.
- sezon 2004/2005: 77.
- sezon 2005/2006: 33.
- sezon 2006/2007: 71.
- sezon 2007/2008: 120.
- sezon 2008/2009: 91.

#### Miejsca na podium w zawodach
Rousselet nie stał na podium zawodów PŚ.